# Poteranthera
Poteranthera là chi thực vật có hoa trong họ Mua.